# سیردریا (شهر)
سیردریا (به روسی: Сырдарья) یک شهر در ازبکستان است که در ناحیه سیردریا در ولایت سیردریا واقع شده‌است. سیردریا ۳۰٬۴۵۰ نفر جمعیت دارد.